# クリスティーナ・フェルナンデス・デ・キルチネル
クリスティーナ・エリザベット・フェルナンデス・デ・キルチネル（スペイン語: Cristina Elisabet Fernández de Kirchner、1953年2月19日 − ）は、アルゼンチンの弁護士、政治家。第56代大統領、第37代副大統領、上院議員などを歴任した。元大統領のネストル・キルチネルは夫である。一部メディアではフェルナンデス大統領、クリスティナ・フェルナンデス・デ・キルチネルと報じられることがある。

## 経歴と人物

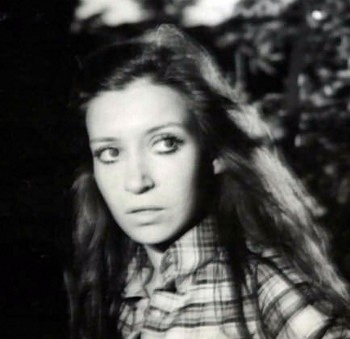
1970年代のフェルナンデス

1953年2月19日にブエノスアイレス州の州都であるラプラタ市に誕生し、ラプラタ国立大学在学中の1975年3月9日に、大学の先輩に当たるネストル・キルチネルと結婚した。
正義党（ペロン党）左派から、1989年に夫の出身地であるサンタ・クルス州議会議員に当選（なお、夫のネストルは、1987年にサンタ・クルス州リオ・ガジェゴス市長に、91年にはサンタ・クルス州知事に当選している）、1993年に再選されたが、1995年には同州選出の上院議員に当選した。パタゴニアの人口希薄なサンタ・クルス州知事の夫より、先に国政に転じた彼女の方が全国的な知名度は高かったとされる。1997年には同州選出の下院議員に転じるが、2001年には再び上院議員に当選する。
2003年、ネストルの大統領当選によりファーストレディとなり、2005年の総選挙では、夫の故郷サンタ・クルス州から自分自身の出身地ブエノス・アイレス州に選挙区を変えて上院議員に立候補した。同じ選挙区には、ネストルの前任の臨時大統領エドゥアルド・ドゥアルテ（かつてはネストルの盟友だったが、その後は対立した）の妻イルダ・ゴンサレス・デ・ドゥアルテも出馬し、現前大統領の夫人同士の対決として注目を浴びたが、選挙結果はフェルナンデス陣営の勝利だった。
2007年10月の大統領選挙に立候補。夫ネストルの人気の高さにも助けられ、選挙戦を終始優勢に進め、大差で対立候補を下して1回目の投票で当選を決めた。アルゼンチン史上、女性大統領の前例はフアン・ペロン大統領の3番目の妻イサベル・ペロンがあるが、これは夫が大統領在職中に亡くなり急遽副大統領から昇格したものである。そのため、選挙で当選した女性大統領としてはフェルナンデスがアルゼンチン史上初めてであり夫婦間での政権移譲は非常に珍しいケースである。クリスティーナは白地に花柄の服装で支持者の前に登場し夫を引き合いに出して、「彼が経済危機から国を再建した。私たちは同じ、大きな責任と義務を負う」と述べた。2011年10月23日の大統領選挙では経済成長などが追い風となり大差で再選を果たした。
2010年2月、フォークランド諸島（マルビナス諸島）の沖合でイギリスが行っている油田開発に対し、アルゼンチン海域で石油の盗掘を行っていると非難して2010年マルビナス（フォークランド）諸島外交危機が起きた。
2013年にアルゼンチン・イスラエル相互協会爆破事件の解決に向けたアルゼンチン・イラン二国間覚書を締結したが、後にこれはイランの関与を隠蔽した疑惑で追及されることになる。
2013年3月19日にローマ教皇ベネディクト16世の退位に伴うコンクラーヴェ（教皇選挙）でブエノスアイレス大司教のホルヘ・マリオ・ベリゴリオ枢機卿が新教皇に選出されフランシスコとして着座することが決まると、バチカンを訪問して「新教皇に謁見した最初の国家元首」となった。それまでキルチネル夫妻の政権期には、妊娠中絶、同性婚など世俗的な政策がすすめられたが、これに対してベリゴリオ枢機卿はカトリック教会の立場からこれらの政策に反対を唱え、双方は鋭く対立していた。キルチネルは前年2012年に30年を迎えたフォークランド紛争のアルゼンチンに有利な仲介をフランシスコに期待したとされる。
2014年には、アメリカのファンドが、2001年の金融危機以来、債権者との話し合いで利息の支払いで返済を猶予してきたアルゼンチン国債の元本返済を求める訴訟をアメリカ合衆国の裁判所で起こし、勝訴したために6月30日までに元本返済ができないとデフォルトに陥る危機に直面した。この時は、アメリカの判決内容に異議を唱える意見広告をアルゼンチン大統領府として日本の朝日新聞などに掲載し債権者に理解を求めることに努めることになった。この時期に2014 FIFAワールドカップブラジル大会にサッカーアルゼンチン代表が決勝戦に進出したが、のどの病気を理由にリオデジャネイロでの観戦を欠席している。
2014年12月には2010年に死去した夫ネストルの名を冠したキトの南米諸国連合本部エディフィシオ・ネストル・キルチネルの落成式にエクアドルのラファエル・コレア大統領とともに出席した。

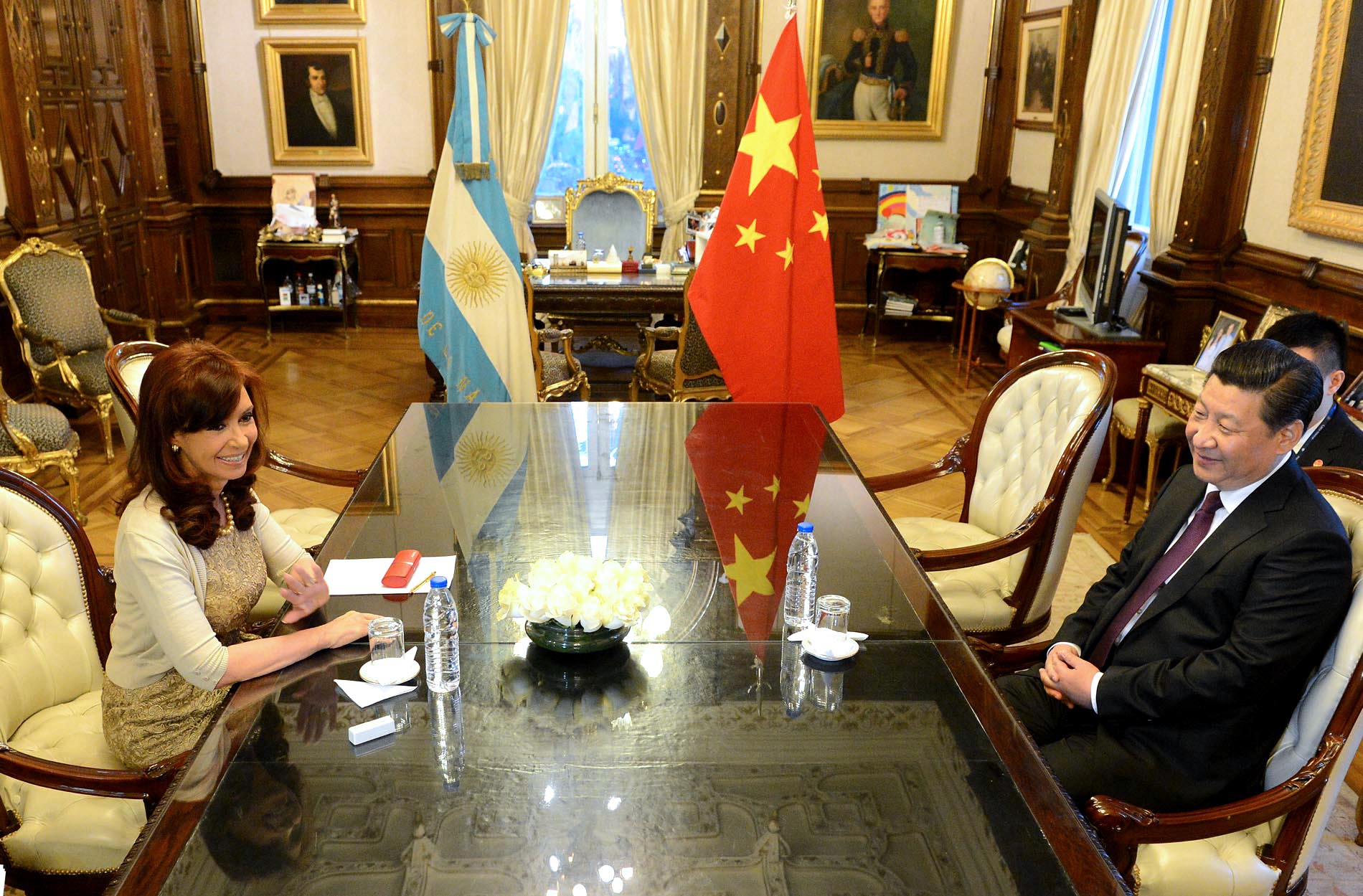
習近平国家主席と会談するフェルナンデス（2014年）

2015年2月に中華人民共和国を訪問し、中国から056型コルベットを導入して「マルビナス級」と命名し、FC-1戦闘機やVN-1歩兵戦闘車などを購入する契約も調印した。この際にアルゼンチン議会で承認されたパタゴニアのネウケン州の人工衛星追跡基地である深宇宙ステーションは中国人民解放軍の管轄に置かれ、秘密条項も入れた50年契約で敷地を借り上げていることから中国への主権譲渡や中国による軍事利用の懸念を野党などが示して物議を醸した。この基地はアルゼンチンがフォークランド諸島を占領する際に衛星情報を提供する可能性が米国で取り上げられた。また、キルチネル夫妻の最側近で政権の黒幕とも呼ばれたカルロス・ザニニは毛沢東主義への傾倒から通称「エル・チーノ」（中国人の意）で知られ、ザニニはフェルナンデスの対中政策にも影響を与えたとされる。
2015年の大統領選挙ではブエノスアイレス州知事で大統領候補に正義党党首のダニエル・シオリ、副大統領候補にザニニを推したが、11月22日の決選投票で野党連合カンビエモスが立てたマウリシオ・マクリに敗れた。
2016年12月、大統領在任中の汚職の罪で訴追される。
2017年4月、不動産取引に絡むマネーロンダリングの罪（オペレーション・カー・ウォッシュ）で訴追される。同年6月、新党である、市民連合を立ち上げる。同年10月、ブエノスアイレス州選出の上院議員となる。同年12月、反逆罪で訴追される。
2019年10月27日の大統領選挙に副大統領候補としてアルベルト・フェルナンデス元首相（大統領候補）と共に出馬し当選、同年12月に就任した。

2022年8月、アルゼンチンの検察は、公共事業に関する汚職の罪で禁錮12年を求刑した。同年9月1日、拳銃の銃口を向けられる暗殺未遂があった。
同年12月6日、連邦裁判所から禁錮6年と終身の公職追放を言い渡された。副大統領の不逮捕特権があることなどから、ただちに拘束はされない。2025年6月10日、最高裁が下級審の判決を支持する決定を下し、禁錮6年の判決が確定した。同月17日、裁判所は高齢などを理由に自宅軟禁とすることを許可した。行動監視のため足首に電子装置が装着され、首都ブエノスアイレスの自宅アパートで過ごす。